# Ligne Hankyu Koyo
La ligne Hankyu Koyo (阪急甲陽線, Hankyū Kōyō-sen) est une courte ligne ferroviaire du réseau Hankyu au Japon. Elle relie les gares de Shukugawa et de Kōyōen à Nishinomiya dans la préfecture de Hyōgo. La ligne Koyo est une branche de la ligne Kobe.

## Histoire
La ligne a été ouverte le 1er octobre 1924.

## Caractéristiques

### Ligne
- Ecartement : 1 435 mm
- Alimentation : 1 500 V par caténaire
- Vitesse maximale : 70 km/h

### Liste des gares
| Numéro | Gare          | Nom japonais | Distance depuis Shukugawa (km) | Correspondances | Localisation |
| ------ | ------------- | ------------ | ------------------------------ | --------------- | ------------ |
| HK-09  | Shukugawa     | 夙川         | 0                              | Hankyu : Kobe   | Nishinomiya  |
| HK-29  | Kurakuenguchi | 苦楽園口     | 0,9                            |                 | Nishinomiya  |
| HK-30  | Kōyōen (ja)   | 甲陽園       | 2,2                            |                 | Nishinomiya  |